# Сиреневая кислота
Сиреневая кислота (4-гидрокси-3,5-диметоксибензойная кислота) — органическая кислота, 3,5-диметиловый эфир галловой кислоты.

## Свойства
Порошок серо-бежевого или бледно-коричневого цвета. Малорастворима в воде и хлороформе, хорошо растворима в этаноле и диэтиловом эфире.
Конденсация сиреневой кислоты с хлоралем даёт трихлорметил-диметокси-окси-фталид.
Соли сиреневой кислоты носят название сирингатов (сирингат калия, C9H9O5K).
Альдегид сиреневой кислоты (3,5-диметокси-4-гидроксибензальдегид) — бесцветные кристаллы.

## Нахождение в природе
Сиреневая кислота встречается в разных частях многих растений, в том числе винограде, сливе, груше, различных цитрусовых, некоторых папоротников, а также грибах, в дрожжах Saccharomyces cerevisiae.
При расщеплении мальвидин, находящийся в растениях, выделяет сиреневую кислоту.

## Получение
Синтезируется вместе с 3,5-диметокси-4-оксибензойной кислотой нагреванием 3,4,5-триметоксибензойной кислоты с бромистоводородной кислотой.
Также получается при окислении синапилового спирта. 

## Применение
Широко применяется в органическом синтезе, парфюмерии и медицине.
Антиоксидант. Обладает слабым антибактериальным и противогрибковым действием, может использоваться для местной анестезии.
Ингибитор альфа-глюкозидазы, способный регулировать уровень сахара в крови.